# مفكر الغربي
مفكر الغربي قرية تتبع منطقة سلمية في شرق محافظة حماة في سورية.